# Температура на почвата

## Топлинен баланс на почвата (Q)
Слънчевото излъчване, достигнало повърхността на земята, се трансформира в топлина. От своя страна нагрятата земна повърхност и водните басейни са основен източник на топлина за въздуха.
Топлината на нагрятата през деня повърхност се разпростраява в направления – нагоре в близките въздушни слоеве и надолу към по-дълбоките слоеве на почвата. През нощта, когато няма слънчева радиация, настъпва охлаждане на повърхността на почвата и процес на затопляне от по-дълбоките слоеве.

## Топлинни свойства на почвата
Част от слънчевата радиация, която пада върху почвата, се поглъща от нея, а друга част се отразява. Количеството на погълнатата радиация зависи от следните свойства на почвата:
- Характер, състав и цвят на почвата
- Топлоемността и топлопроводимостта ѝ
- Съдържанието на вода и въздух в почвата, т.е. от нейните водни и въздушни свойства
- Структурата на почвата, т.е.от физическите ѝ свойства

Тъмните почви поглъщат повече слънчева енергия от светлите.
По-влажните почви се нагряват през деня по-слабо от сухите. Освен това при тях топлина се отнема в процеса на изпаряване на водата. През нощта, обаче, по-сухите почви изстиват по-бързо от по-влажните. Като цяло по-глинестите и влагоемки почви се затоплят и изстиват по-бавно.
Топлинните свойства на почвата се определят от съотношението между минерали и глина. Т.е., по-топлоемки са по-тежките глинести почви.
Критерий за топлинните свойства на почвата е и нейната топлопроводимост. Почвата е лош проводник на топлина и средният ѝ коефициент на топлопроводимост е 26 пъти по-нисък от този на водата. Ето защо ако почвата е суха предаването на топлина става бавно. Това обяснява скоростта на нагряване при по-влажните и по-сухите почви. Бавното нагряване на влажните почви се дължи не само на изпарението, но и на по-бързото предаване на топлина към по-дълбоките слоеве. Съответно, бавното им изстиване през нощта се дължи на компенсирането на топлина от по-дълбоките слоеве.
Структурата на почвата влияе косвено върху топлинните ѝ свойства, като влиянието се изразява в подобрения или вложения воден и въздушен режим на почвата.

## Влияние на растителността, снежната покривка и обработката върху топлинния режим на почвата
- Растителността:
  - засенчва почвата при което намалява дневния приход на лъчиста енергия към нея. Т.е., покритите с растителност почви са по-студени от откритите. През нощта растителността предпазва от ефективно топлинно излъчване.
  - черпи влага от почвата и в случаите на недостатъчно валежи тя се просушава повече от откритата почвата. Поради тази причина растителността спомага за намаляване на топлопроводимостта на почвата.
- Снегът:
  - Пресният и неуплътнен сняг се отличава с голямо съдържание на въздух, т.е., това намалява неговата топлопроводимост. Ето защо такъв сняг предпазва растенията от измръзване и почвата от изстудяване.
  - Уплътнената в края на зимата снежна обвивка се отнася към слънчевата радиация както стъклото и спомага за бързото затопляне на почвата под нея.
- Обработката на почвата:
  - подобрява в структурно отношение почвата, като намалява нейната влажност. Това води до по-бързото ѝ затопляне, което е положително през периода сеитба – поникване на културите;
  - поради същата причина почвата изстива по-бързо. Негативната страна на оструктуряването е опасността от мразове за младите поници през нощните часове.

## Разпространение на топлината в почвата
Разпространението на топлина става при наличие на разлика в температурите на почвените слоеве. Колкото по-голяма е разликата между температурата на почвата на повърхността и тази на по-дълбоките слоеве, толкова по-голямо количество топлина постъпва или се отделя от нея.
С термина температурен градиент е възприето да се означава понижаването на температурата на почвата за единица дълбочина. Температурните колебания в почвата се основават на следните природни закони:
- Ако дълбочината расте в аритметична прогресия – температурата намалява в геометрична прогресия.
- Времето за настъпване на максимума и минимума на температурата закъснява пропорционално с дълбочината. Напр. На всеки 10 см максимумите и минимумите на температурата в денонощието закъсняват с 2 – 3 часа, а годишните максимуми и минимуми – с 20 – 30 дни.
- Температурните колебания на повърхността проникват толкова по-дълбока, колкото продължителността им е по-голяма. Напр. Ако настъпи рязко затопляне на повърхостта на почвата и 2 – 3 дни след това захлаждане, то ефектът от затоплянето ще се прояви на не повече от 10 см. Ако обаче затолянето продължи около седмица, ефектът му ще се прояви на 20 см дълбочина.

## Измерване на почвената температура
В метеорологичните обсерватории и станции температурата на почвата се измерва на повърхността и на различни дълбочини в нея. До дълбочина 30 см се използват коленчати термометри, а на по-голяма дълбочина се използват почвени живачни термометри, които се поставят в Ламонтово приспособление.
Почвените коленчати термометри имат специфична форма – скалата им се намира над почвата и е разположена за удобство и за правилно отчитане под ъгъл от 45 °. Резервоарната част на термометрите се поставя на определената дълбочина след изкопаване на стъпаловидна дупка, скалата следва да бъде на север, след което термометрите се „облягат“ на статив.
Те се подреждат в права линия в две групи – на обработена почва и на зачимена почва. При заснежаване снежната покривка около тях следва да се поддържа естествена и до допуска незначително разравяне само по време на отчитането, след което се възстановява. Отчитането на температурата на почвата става през цялата година с точност 0,1 °С.
За отчитане моментната температура на почвата се използват термометри-сонди, а за отчитане на непрекъснатия ход на температурата на почвата и в автоматичните метеорологични станции се използват постоянни термо-сензори. Свързани с термограф.

## Виж също така
- Температура на въздуха
- Валежи
- Агрометеорология
- Списък на земеделски теми